# Hornet lunde
Hornet lunde (latin: Fratercula corniculata) er en fugleart, der lever på Stillehavets nordlige kyster.